# يوكيو هولدر!
يوكيو هولدر! هي مانغا لكين أكاماتسو. تدور أحداث القصة بعد أجيال من عمله السابق "نيجيما! أستاذ نيجي ماجي"، تتبع مغامرات فتى حوِّل إلى مصاص دماء ثم إنظم إلى مجتمع سري مكون من بشر لا يموتون.

## قصة
توتا كونوي حفيد نيجي سبرينغفيلد، يطمح لمغادرة قريته وعيش في شين-طوكيو. عندما هاجمه صائد مكفئات، يكتشف أن حارسته يوكيهيمي حولته إلى مصاص دماء، والتي بدورها ساحرة ومصاصة دماء عمرها 700 سنة تدعى إفانجلين إي كي ماكدويل. بعد انضمام فتى أخر، ذهبوا إلى شين-طوكيو حيث تقود يوكيهيمي مجتمع لاموتى سري يدعى يوكيو هولدر.

## شخصيات

### شخصيات رئيسية
كونوي توتا (近衛 刀太 Konoe Tōta)
أداء صوتي: يوكا طاكاكورل
فتى ترعاه يوكيهيمي
يوكيهيمي (雪姫)
أداء صوتي: يوكي ماتسووكو
مصاصة دماء وساحرة عمرها 700 سنة.
كورومارو توميساكا (時坂 九郎丸 Tokisaka Kurōmaru)
أداء صوتي: يوكي هيروسي
كان عضو في عصابة فوشيغاري، من ثم إنظم إلى يوكيو هولدر.

## وسائل إعلام

### مانغا
يوكيو هولدلر! هي مانغا يابانية كتابة ورسم كين أكاماتسو. بدأت تسلسل في مجلة شونين منذ أغسطس 28، 2013.

### أنمي
أعلن عن أنمي مقتبس عن مانغل في عدد 30 من مجلة شونين سنة 2016، أخرج أنمي يوكبه سوزوكي في سي.جي.ستاف، وأنتجته إغ فيرم مع نفس عاملين سابقين على «نيجيما!».

## روابط خارجية
- UQ Holder على كودانشا (بالإنجليزية)
- موقع رسمي للأنمي
 (باليابانية)
- يوكيو هولدر! على موقع ANN manga (الإنجليزية)

 (بالإنجليزية)

لا توجد روابط لمواقع التواصل الاجتماعي.